# Diario Frontera
A Diario Frontera egy regionális jellegű venezuelai napilap, amelyet a Mérida állambeli Ejido városban adnak ki. 1978. augusztus 12-én alapították. Szlogenje: El diario del occidente del país (Az ország nyugati részének napi eseményei). Színes napilap, helyi, országos és nemzetközi híreket közöl, két melléklete a vasárnapi Aquí entre Nos magazin és a gyerekeknek szóló Chipilín. Időnként különkiadásai is megjelennek.

## Története
A Diario Fronterát José Benedicto Monsalve alapította Rafael Ángel Gallegos íróval. Eleinte fekete-fehér volt. 1989 óta egy oldala az Andok Egyetemmel foglalkozik, ami nagy szerepet tölt be a város életében. 2005 júniusában cikket közölt le az egyetem egy diákjáról, akit a rendőrség megölt. A Diario szerint a diák egy fegyveres politikai csoport tagja volt; ezért a szerkesztőséget diákcsoportok támadták meg. A kitört lázadás az egész városra kiterjedt.
2008-ban a 30. évforduló tiszteletére az újság logót és betűtípust váltott.